# Мертва голова (герб)
Мертва Голова (пол.Trupia Głowa, Calvaria, Głowa Trupia, Trupiagłowa) — шляхетський герб.

## Опис герба
Опис з використанням принципів блазонування, запропонованих Альфредом Знамієровським:
В синьому полі срібна мертва голова, в якій зверху всічена шабля (або меч) в пояс із золотим руків'ям. Клейноду немає, над шоломом тільки корона. Намет блакитний, підбитий сріблом.

## Історія
Герб вперше згаданий у Шимона Окольського (Orbis polonus, том 3), відміни, зокрема, у Каспера Несецького (Korona polska) і Лещиця (Herby szlachty polskiej) і Чржанського.
Згідно з легендою, яку за Окольським наводить Несецький, цей герб мав бути наданий нащадкам хороброго воїна, який поліг у битві.

## Гербовий рід
Список гербового роду був складений на основі достовірних джерел, особливо класичних і сучасних гербовників. Слід, однак, звернути увагу на часте явище самопризначення гербів, особливо важкі в часи легітимізації шляхетства, що було потім збережено у виданих пізніше гербовниках. Ідентичність прізвища не обов'язково означає приналежність до певного гербового роду. Таку приналежність можна безперечно визначити тільки через генеалогічні дослідження.
Список прізвищ складений на основі Herbarza polskiego Тадеуша Гайля. Це досі найбільш фантастичний список гербових родів, що постійно поповнювався автором у наступних виданнях Herbarza. Поява в списку прізвища не обов'язково означає, що конкретна сім'я користувалася гербом Мертва Голова. За Гайлем право на використання цього герба мають 7 родів (10 імен): Małynicki, Połukord, Pszonek, Racadowski (Racędowski, Raczedowski).
Герб цей дуже схожий на герб Голгофа, тому списки імен обох гербів частково збігаються.